# ネストリウス派

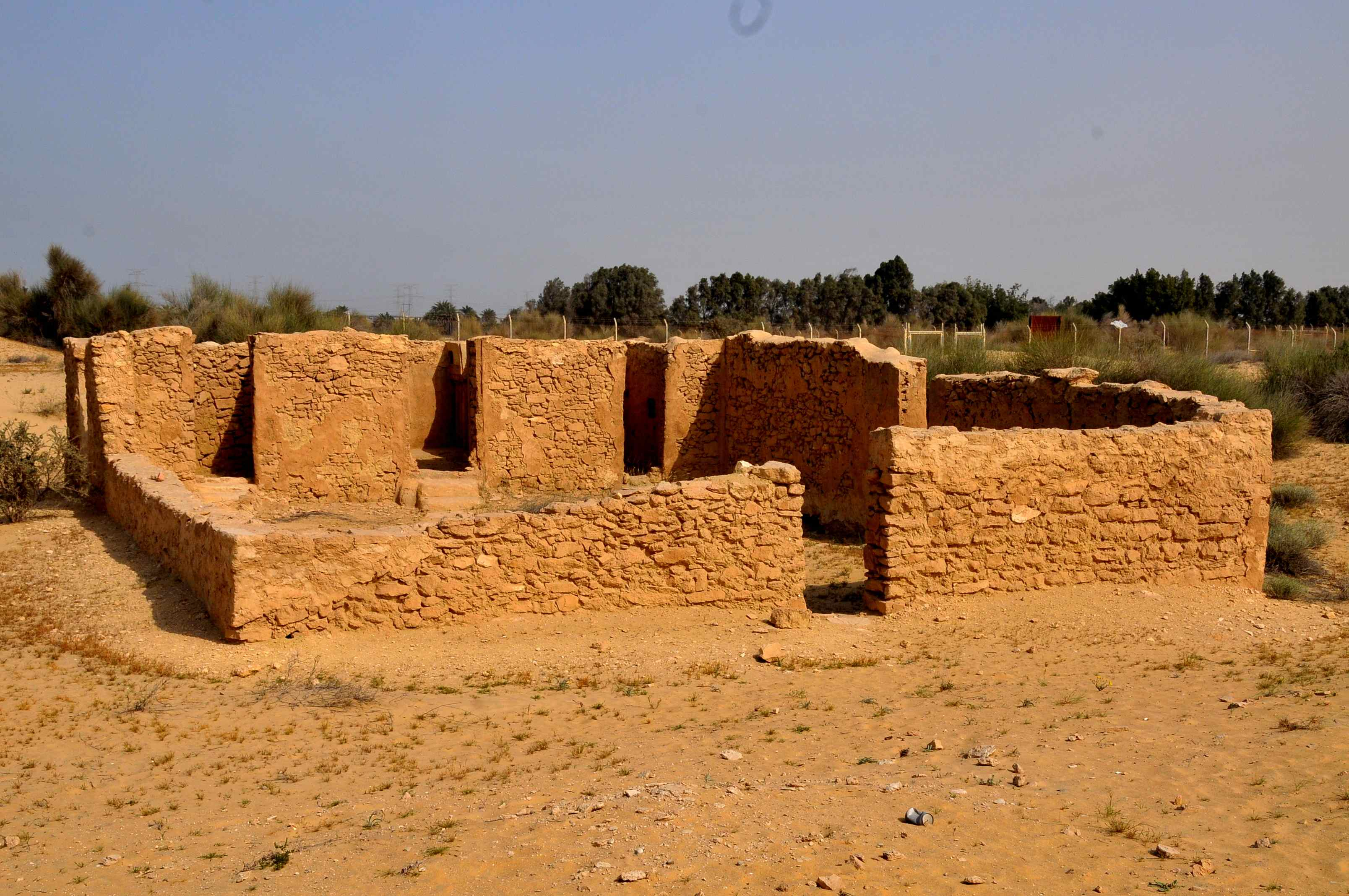
サウジアラビア東部州ジュバイルにあるネストリウス派の教会跡

ネストリウス派（英語: Nestorianism, ギリシア語: Νεστοριανισμός）、または東シリア教会は、古代キリスト教の教派の1つ。コンスタンティノポリス総主教ネストリオスにより説かれたキリスト教の一派で、東方教会（東方諸教会）に含まれる。431年のエフェソス公会議において異端認定され、排斥された。これにより、ネストリウス派はサーサーン朝ペルシア帝国へ亡命し、7世紀ごろには中央アジア・モンゴル・中国へと伝わった。唐代の中国においては景教と呼ばれる。のちにはイラクを拠点とする一派アッシリア東方教会などが継承した。

ネストリウス派の見解。キリストの神格と人格が分離している

その教義においては、三位一体説およびイエス・キリストの両性説は認めるものの、キリストの位格は1つではなく、神格と人格との2つの位格に分離されるとし、さらに、イエスの神性は受肉によって人性に統合されたと考える。このため、人性においてイエスを生んだマリアを「神の母」（テオトコス Θεοτοκος）と呼ぶことを否定し、「キリストの母」（クリストトコス Χριστοτόκος）と呼んだ。これは、マリアはイエス・キリストの人格においてのみの産み主であるという教理に基づくものであり、マリア神学というよりはキリスト論が根幹である。このネストリオスの教説は、431年のエフェソス公会議において異端とされた。

## 歴史
アレクサンドリア学派出身のアレクサンドリア総主教キュリロスとアンティオキア学派出身のネストリウスの間での対立から始まる。ネストリウスは、それまでの古代教父らが使用していた聖母マリアに対する称号「神の母 Θεοτοκος（神 θεος を生む者 τοκος）」を否定し、マリアは「クリストトコス Χριστοτόκος（キリスト Χριστος を生む者 τοκος）」であると説いた。その理由は、キリストは神性と人性において2つ位格（ヒュポスタシス υποστασις）であり、マリアはあくまで人間的位格（人格）を生んだに過ぎないとした。一方、キュリロスは、キリストの本性（ピュシス φυσις）は神性と人性とに区別されるが、位格としては唯一である（位格的結合：hypostatic union, ένωσις καθ΄ υπόστασιν）と唱えて反論した。ネストリウスはエフェソス公会議への出席を拒否している。
ネストリウスが公会議で破門された後、その一派がサーサーン朝ペルシア帝国に亡命し、「クテシフォン・セレウキア」に新しい総主教を立てたと説明されることもある。しかし、いわゆる「ネストリウス派」の母体となったシリア語キリスト教徒コミュニティーは2世紀中に既にパルティア領内に成立し、公会議の動向と関係なくサーサーン朝内でも存続・拡大しており、この教会共同体が5世紀にネストリウスと同じ立場に立つ人々の受け皿になったものである。このため、ネストリウスが開祖であるような印象を与える「ネストリウス派」という呼称を避けるべきであるという指摘もある。事実、ペルシア領内のキリスト教教会はネストリウス問題が起こる前の410年にセレウキア・クテシフォンの主教がサーサーン朝皇帝ヤズデギルド1世の庇護のもと開催された会議で「東方の全キリスト教徒の長」の称号を与えられ、426年にはアンティオキア総主教の管轄から外れ、その長が「カトリコス」（のちに「総主教」）を名乗ることが決議されている。サーサーン朝の歴代皇帝による保護に、ビザンツ帝国およびその正統教会（カルケドン派）による「ネストリウス派」の異端視が関わってくるのは、5世紀後半以降のことにすぎない。486年には、カトリコス・アカキオスが開催したセレウキア教会会議でネストリウスの師であるモプスエスティアのテオドロスの教えに基づく神学が採択されている。7世紀中期までのペルシャ一帯におけるネストリウス派キリスト教については『シイルト年代記』に詳しい。

## 現状
ネストリウス派の中心的教派であるアッシリア東方教会（ギリシャ正教とも呼ばれる正教会とは別系統）は、現在はイラク北部のアッシリア地域に点在する他、アメリカやオーストラリアに移民を中心とする信徒がいる。
アッシリア東方教会の一部は、1553年にローマ教皇庁に帰一し、カルデア典礼カトリック教会（東方典礼カトリック教会、帰一教会のひとつ）と呼ばれている。
アッシリア東方教会とカルデア典礼カトリック教会の両教会が、現在も中東・アメリカ等で活動している。また、インドにもネストリウス派の流れを汲むトマス派と呼ばれる集団があったが、アッシリア東方教会の子教会であるカルデア・シリア教会と、東方典礼カトリック教会であるシリア＝マラバル典礼カトリック教会を除いて、多くは非カルケドン派正教会（シリア正教会）の傘下に入り、さらにそこから東方典礼カトリック教会となったり、聖公会やプロテスタントとフル・コミュニオンの関係になるなどした。

### 各教派と学界での扱い
カトリック・正教会・プロテスタント等、キリスト教主流派では、ネストリウス派は異端とされる。しかしプロテスタント教会の一部の原理主義的教派では、カトリック教会の聖母崇敬への反発からか、ネストリウス派を支持する動きも見られる。日本基督教団の手束正昭は、ネストリウス派は異端ではなく、カリスマ運動だったと主張している。ただし、本来のネストリウス派には聖母崇敬を否定する意図はなく、現代のアッシリア東方教会などでも聖母崇敬は行われている。また、原理主義的教派はアポリナリオス主義的な説明（キリストは肉体のみが人性で霊魂は人性でなく神性である）が見られ、神学的厳密性に乏しい。
近年では、ネストリウスとエウテュケスの教説に関しては、キリスト教の教理の根幹に関わるものではないとし、アリウス派やアポリナリオス主義など教理の根幹に関わる異端と同列に議論し排除するのは大きな問題であるとする研究もある。この研究によると、ネストリウスの異端宣告には、アレクサンドリア学派とアンティオキア学派との政治的対立が背景にあり、さらには互いの神学用語、哲学用語の使用にずれが見受けられ、その他の理由からも再評価が必要だとされている。

## 東洋への伝播

### 中国における景教
中国へは、唐の太宗の時代にペルシア人司祭「阿羅本」（アラボン、オロボン、アロペン等複数の説がある）らによって伝えられ、景教と呼ばれた。景教とは中国語で光の信仰という意味であり、景教教会を唐の時代、大秦寺という名称で建造された。
しかし唐代末期、王朝を伝統的中華王朝に位置づける意識が強まって以降、弾圧され消滅した（参考：会昌の廃仏）。
モンゴル帝国を後に構成することになるいくつかの北方遊牧民にも布教され、チンギス・ハーン家の一部家系や、これらと姻戚関係にありモンゴル帝国の政治的中枢を構成する一族にもこれを熱心に信仰する遊牧集団が多かった。そのため、元の時代に一時中国本土でも復活することになった。ただし、モンゴル帝国の中枢を構成する諸遊牧集団は、モンゴル帝国崩壊後は西方ではイスラム教とトルコ系の言語を受容してテュルク（トルコ人）を自称するようになり、東方では、それぞれチベット仏教を信仰してモンゴル語系統の言語を維持するモンゴルを自称し続ける勢力とオイラトを称する勢力の二大勢力に分かれていき、ネストリウス派キリスト教を信仰する遊牧集団はその間に埋没、消滅していった。

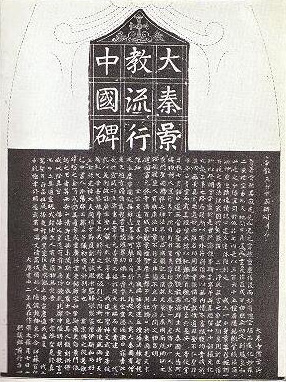
大秦景教流行中国碑
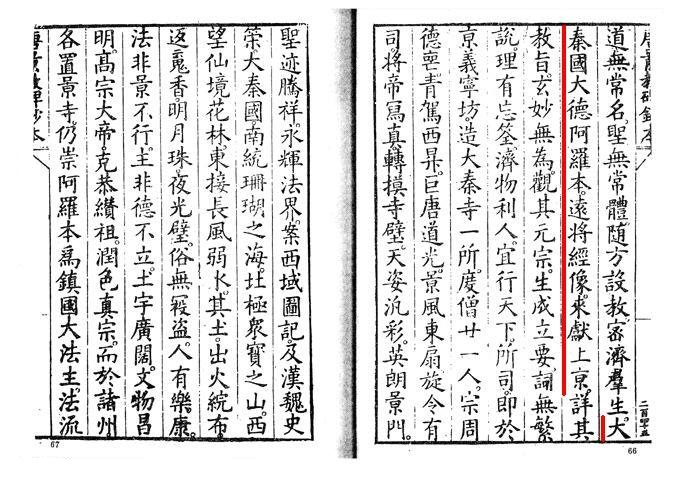
李之藻の『景教碑鈔本』
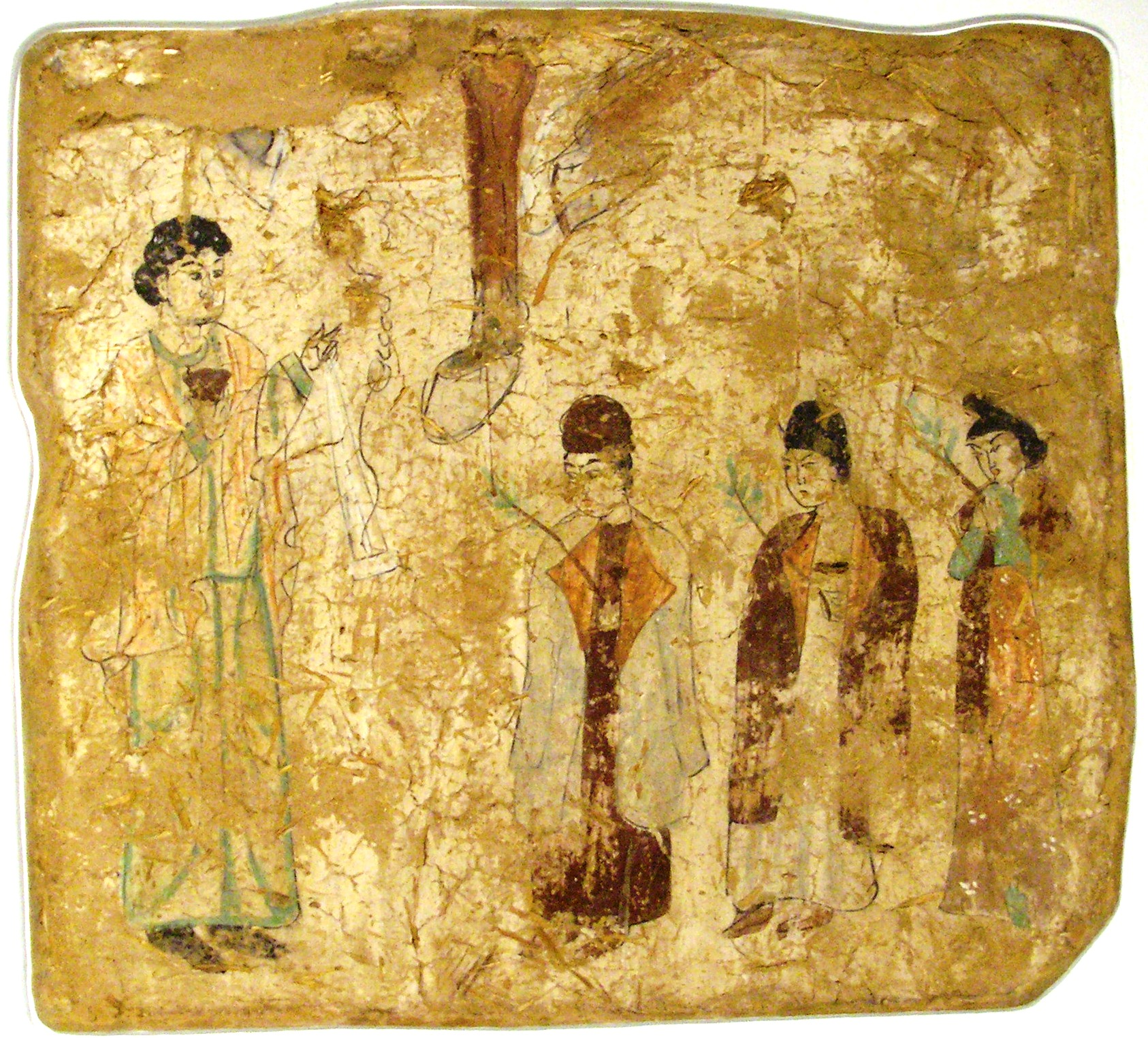
7～8世紀頃の中国でのネストリウス派の祭礼（聖枝祭を描いたもの）、出自高昌景教寺院壁画（中国語版）。

### 日本への伝播に関する諸説

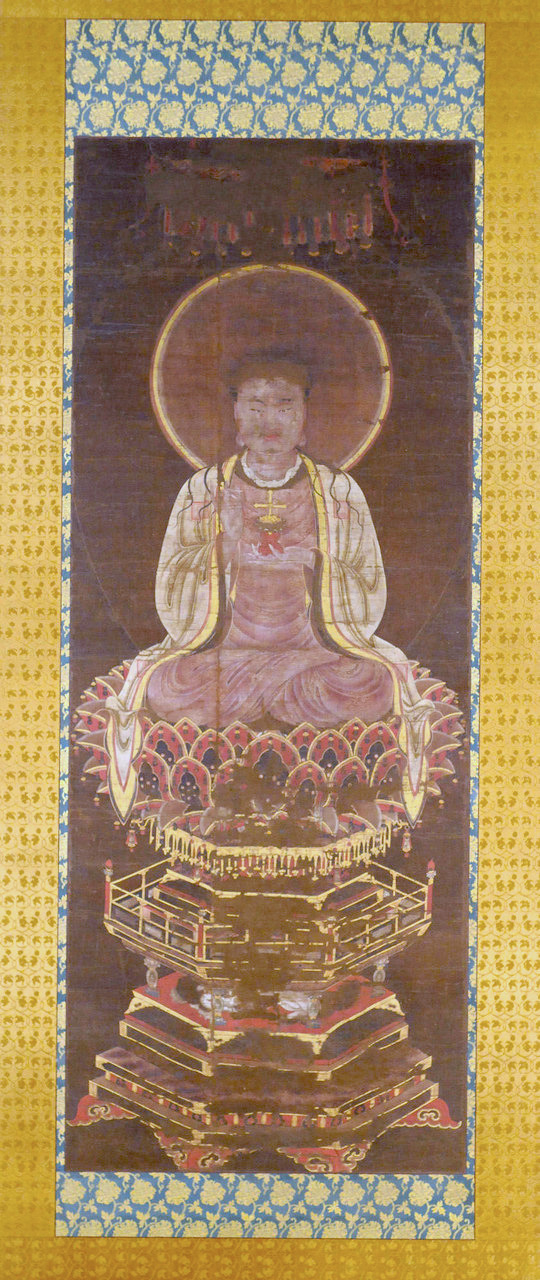
栖雲寺所蔵の十字架捧持マニ像

日本に多大な影響を与えた唐で隆盛していたため、景教が何らかの形で日本にまで伝播し、影響を与えていたはずだと主張する言説は複数存在する（同じく同時代の三夷教〈景教、祆教、摩尼教〉の1つである祆教〈ゾロアスター教〉に関しても、同じような主張がある）。
明治末に来日したアジア研究家の英国人であるE・A・ゴードン夫人は、真言宗と景教の関連性を確信し、高野山に中国・西安（長安）にあった景教の記念碑「大秦景教流行中国碑」のレプリカを建立した。この記念碑は、今も高野山に現存している（夫人の墓もその隣りにある）。空海は中国で景教についても学んだとされる。
山梨県甲州市大和町木賊の栖雲寺所蔵の「十字架捧持マニ像」（元代）は寺伝では虚空蔵菩薩像とされているが、十字架が描かれており、景教との関連が指摘されており、アメリカのメトロポリタン美術館でも展示された。しかし研究の進展により、本画像と他のマニ教絵画と図像が一致することが確認され、栖雲寺本はマニ像の可能性が高い。